# Roland Kirk
Roland Kirk (Columbus, Ohio, 7 d'agost de 1935 - Bloomington, Indiana, 5 de desembre de 1977) fou un multiinstrumentista de jazz afroamericà i cec que tocava instruments com el saxòfon, el clarinet o la flauta. Era conegut per ser capaç de tocar diversos instruments alhora; de fet, fins i tot podia tocar amb el nas. Existeix un documental sobre la vida de Kirk, anomenat The case of the three sided dream. A mitjan anys 70 el costat dret del seu cos va quedar paralitzat. Tot i això, va seguir amb les seves gires i gravacions. El 1977, quan tenia 42 anys, va morir d'un infart.